# Francesco Bianchi (pittore)

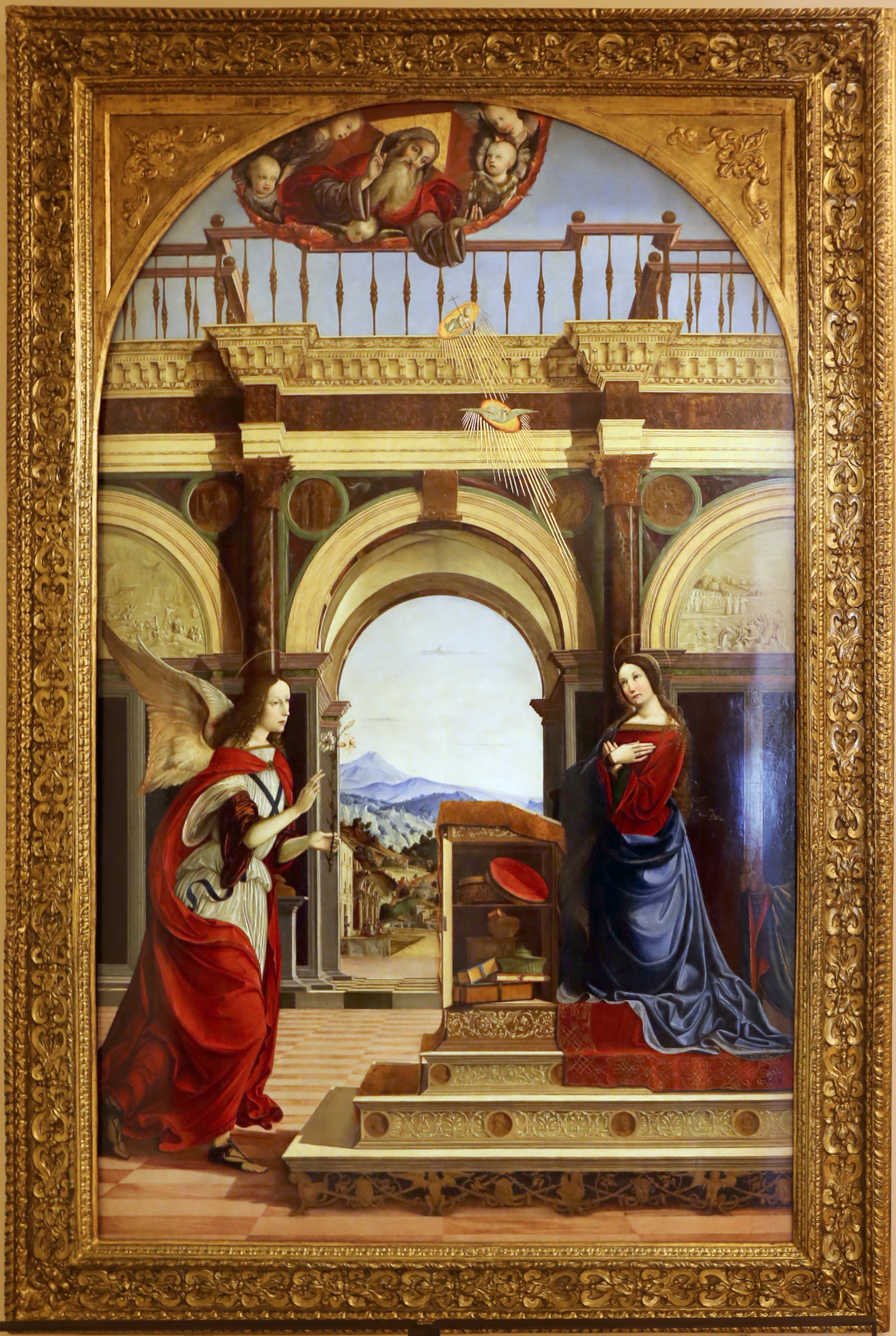
Annunciazione, 1506-12

Francesco Bianchi (anche Bianchi Ferrari) (Ferrara, 1447 – 8 febbraio 1510) è stato un pittore italiano.

## Biografia

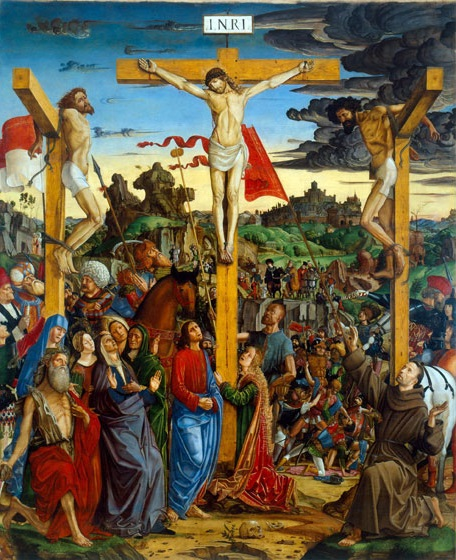
Crocifissione con san Girolamo e san Francesco, Galleria Estense, Modena

Nato probabilmente a Ferrara, anche se talune fonti riportano anche Modena. Pittore molto stimato al suo tempo, fu un allievo di Cosmè Tura e la tradizione tramanda che fu il primo maestro del Correggio, anche se quest'ultimo aveva solo sedici anni quando morì il Bianchi.
Fu pittore molto prolifico, soprattutto nella produzione di pale d'altare per le chiese di Modena, anche se oggi ne rimangono poche di sue opere. Il nucleo dei dipinti aggregati attorno alle sole opere sicure, cioè ai tondi ora poco leggibili della sacrestia del Duomo di Modena e l'Annunciazione della Galleria Estense nella stessa città, rimasta questa incompiuta e terminata da G. A. Scacceri, può essere tracciato solo dal 1487, grazie ad alcuni documenti ancora esistenti. 
La Pala delle tre croci o Crocefissione di Mirandola, così chiamata poiché anticamente esposta presso la Chiesa di San Francesco a Mirandola e ora alla Galleria Estense di Modena, mette in rilievo in artista notevole, con buone radici nella recente tradizione prospettica e naturalistica di Modena, ma maturato inequivocabilmente attraverso la più moderna cultura ferrarese di Ercole de' Roberti.
Notevoli anche gli influssi della scuola veneta, come nella pala del Bode-Museum di Berlino e nella Crocifissione con san Girolamo e san Francesco (ex Fassini)  conservata presso la Galleria Estense di Modena. La sua Orazione di Cristo nell'orto di Getsemani, databile tra il 1480 e il 1510, è conservata alla Galleria Nazionale d'Arte Antica di Roma.
L'altare di San Pietro a Modena, ormai da tutti riferito al Bianchi e datato ai suoi ultimi anni, è una buona traccia per gli sviluppi artistici del pittore, il quale, in maniera sempre sostenuta ma pur sempre personale, si avvicina alle elaborazioni proto-classiche dell'ambiente ferrarese, dando una variante più lirica di quei rinnovati intellettualismi formali.